# Охра
Охрата (от гр. ὠχρός – блед) е цвят, който обикновено е описван като златисто-жълт или бледожълто-кафяв.
Кафявата (гьотитът) и жълтата охра се получават при смесването на лимонит и глина.